# West Coast Swing

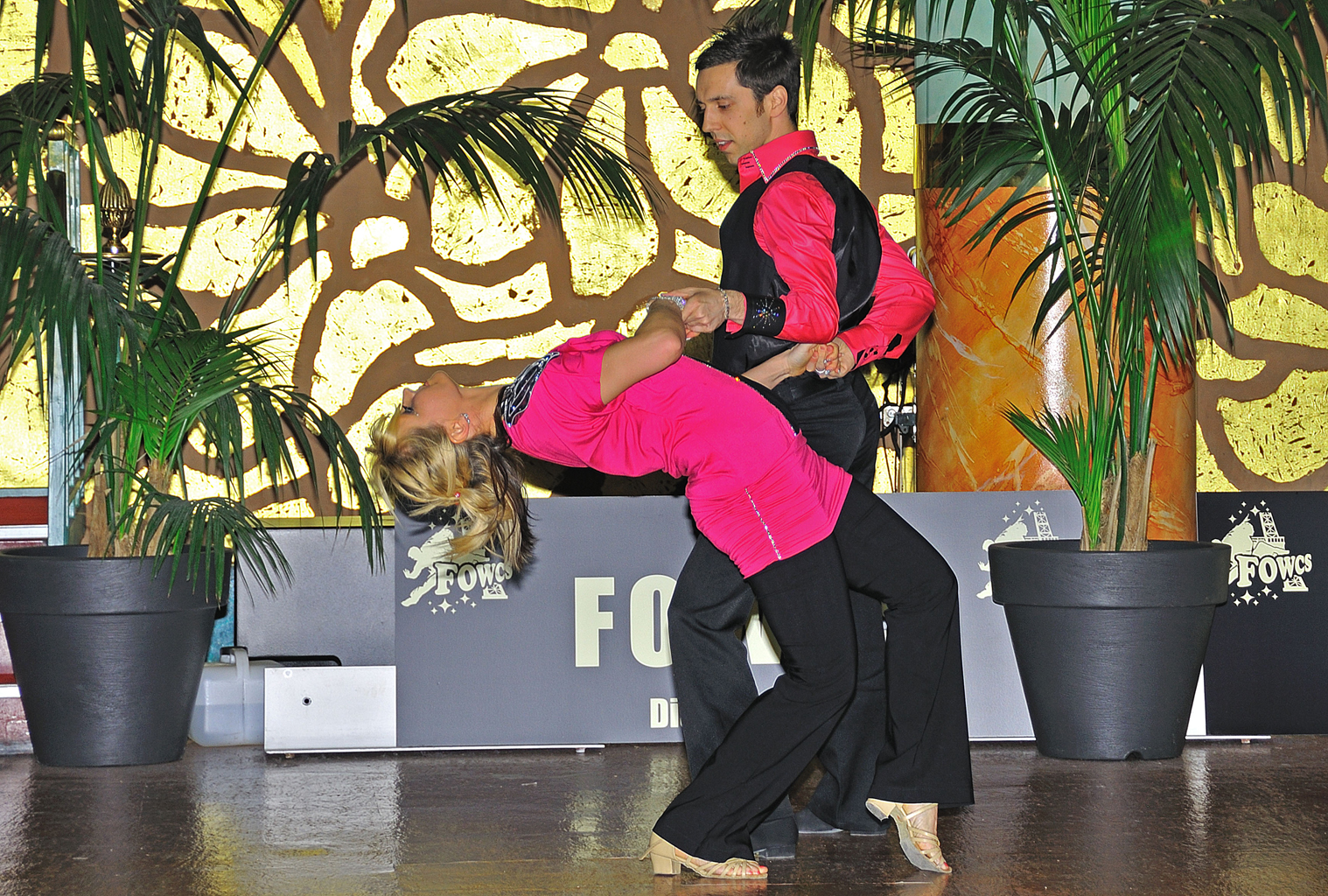
West Coast Swing

A West Coast Swing (röviden WCS) egy modern, kreatív páros tánc , amely Kaliforniából elindulva napjainkra meghódította az egész világot. Gyökerei a swing táncokhoz (Lindy Hop, Shag, Push, Jitterbug,...) nyúlnak vissza, de az idők során hatottak rá a latin táncok is. Folyamatosan fejlődő, kifinomult tánc, amely követi az új zenei irányzatokat és átvesz elemeket a napjainkban divatos táncokból. Népszerűségét is részben ennek köszönheti: szinte bármilyen zenére lehet táncolni.
A WCS különleges jellemzője az elegáns és folyamatos elasztikus mozgás, amely a partner "kapcsolat" (connection ) feszítő-lazító technikáján alapszik. A Vezető (Leader ) irányítja a Követőt (Follower ), de mindkét partnernek nagy szabadsága van a WCS figurákra épülő improvizálásra, amivel mindenki saját hangulatát, mozdulatait is beviheti a táncba.
A WCS egyenes vonal mentén vezetett tánclépéseken alapszik. Ez azt jelenti, hogy megrajzolhatunk egy kb. 2-3 méter hosszú vonalat (ez a slot ), és a Követő általában ezen vonal mentén fog előre és hátra lépdelni, táncolni, míg a Vezető kitér az útjából az átvezetés, figurázás közben.
A hagyományos WCS figurák 6, illetve 8 ütemű  lépéskombinációkat tartalmaznak. A figurák túlnyomó része az alábbi 3 fő csoport valamelyikébe tartozik, de természetesen sok egyéb figura és mindegyiknek sok variációja létezik:
- “sugar” figurák, a “sugar push” után elnevezve. Ezekben a figurákban a Vezető nem hagyja el a Követő vonalát. Megállítja és visszaküldi őt. Az alaplépésben 6 számolásra 8-at lépnek: (1)lassú, (2)lassú, (3)gyors, (&)gyors, (4)lassú, (5)gyors, (&)gyors, (6)lassú.
- a második csoport a “passing” figurákat (pl. Left side pass ) tartalmazza. Ezekben a Vezető kilép a Követő vonalából és ezzel engedi, hogy a Követő a vonal egyik végéből a másikba átmenjen. A “passing” figurákban is 6 számolásra 8-at lépnek: (1)lassú, (2)lassú, (3)gyors, (&)gyors, (4)lassú; (5)lassú, (&)gyors, (6)gyors.
- a harmadik csoport a “whip” figuráké, amelyekben a Vezető elhagyja a vonalat az egyik oldalon, hogy engedje a Követőt elhaladni, majd keresztezi a vonalat és elhagyja a másik oldalon, hogy újra elengedje a Követőt, aki így visszatérhet a kiinduló helyre. A tipikus “whip” figurákban 8 számolásra 10-et lépnek: (1)lassú, (2)lassú, (3)gyors, (&)gyors, (4)lassú; (5)lassú, (6)lassú, (7)gyors, (&)gyors, (8)lassú.

Szinte az összes West Coast Swing figurának a záró lépése az ún. “anchor step”. Az “anchor step” és a “slot” azok az elemek, amelyek leginkább megkülönböztetik a WCS-t a többi swing tánctól.

## A West Coast Swing története
A swing zene és a swing zenére táncolt Lindy Hop több mint 100 évvel ezelőtt született az Egyesült Államokban. Azóta nagyon sok swing táncstílust írtak le (Jitterbug, Jive, Boogie-woogie, Balboa, East- és West Coast Swing stb.), amelyek nagy részét még ma is táncolják. Arthur Murray  – az amerikai tánctermek királya – már 1947-ben azt írta könyvében: “regionális swing táncok százai élnek egymás mellett. Úgy látszik, hogy mindegyik régió kialakítja a saját stílusát.” Ezen stílusok egyike a West Coast Swing.
A swing tánc fejlődésére Amerika nyugati részén nagy hatással volt Dean Collins  (1917. május 29. - 1984. június 1.) amerikai táncos, oktató és koreográfus tanári és előadói munkássága.
Collins 1937 körül költözött Hollywoodba és hozta magával a harlemi Savoy Ballroom-ban  táncolt Lindy Hop saját értelmezésű változatát. Sajátos, egyedi stílusa - simábban, ugrások nélkül, jobban kiegyenesedve táncolt - gyorsan népszerűvé tette a kaliforniai táncosok körében. Népszerűségéhez filmszerepei is hozzájárultak, közel 40 hollywoodi filmben szerepelt vagy koreografált. Egyes feltételezések szerint a vonalon (sloton) való táncolást is a filmforgatás igényei hívták életre. Az új stílust sokan Hollywoodi stílusnak, mások New Yorkernek nevezték.
Amikor Collinst megkérdezték, hogy ő melyik swing stílusban táncol, akkor azt válaszolta: nincsenek különböző stílusok, csak swing van! Felesége, Mary erre úgy emlékezett: Dean ragaszkodott hozzá, hogy csak kétféle swing létezik: jó és rossz!
Az 1950-es években Arthur Murray és asszisztense táncos könyvükben leírták a Los Angeles környékén oly népszerű Swing táncstílust és ebből megalkották ennek egy szelídebb, társastánc változatát, amit Western Swingnek neveztek el. A Western Swing lassabb zenére táncolt változatát Sophisticated Swingnek is hívták; 1954-ben pedig a swing táncok egy csoportját Rock ‘n’ Roll néven fogták össze. A Western Swing már nem úgy nézett ki, mint a korábbi swingtáncosok hanyagul fesztelen tánca, annál sokkal kifinomultabb, letisztultabb, elegánsabb volt, és inkább lassabb, blues stílusú zenére táncolták.
Az utcákon azonban a Western Swing tovább fejlődött. A 2. világháború alatt az amerikai katonák, tengerészek elterjesztették a swing táncot az egész világon, majd hazatérésük után odahaza is lelkesen táncolták. Long Beach és San Diego tánctermeiben, éjszakai klubjaiban a prostituáltak jutalékot kaptak a tengerészek szeszes ital fogyasztása után. A tengerészek a kimenőjük alatt berúgtak és közben táncoltak a hölgyekkel. Minél többet ittak, annál kevésbé tudtak táncolni. Így a hölgyek sokszor csak vártak a slot végén és szexi mozgással, lépéskombinációkkal biztatták partnerüket, hogy maradék pénzüket zárt ajtók mögött költsék el.
Egyes “városi legendák” szerint ezen táncoknak nagy szerepe volt a Western Swing érzéki stílusjegyeinek kialakulásában.
1959-ben néhány kaliforniai táncszervezet Skippy Blair  irányításával megváltoztatta a Western Swing nevét West Coast Swing-re, hogy ne lehessen összekeverni a country és western táncokkal. A West Coast Swing név 1961-ben jelenik meg először egy tánckönyvben, 1962-ben pedig Skippy Blair egy hirdetésében.
A West Coast Swing-et először az "Encyclopedia of Social Dance"-ban írják le 1971-ben.
1978-ban a “Golden State Dance Teachers Association” már több mint 200 West Coast Swing figurát és variációt tart nyilván.
1988-ban a West Coast Swinget Kalifornia hivatalos állami táncává nyilvánították (Official State Dance).
Népszerűségének nagy lökést adott, hogy 2006-ban Benji Schwimmer  profi West Coast Swing táncos megnyerte a So You Think You Can Dance tehetségkutató műsort.

## Elterjedése a világban
A West Coast Swing szépségét az adja, hogy sokféle módon táncolható (klasszikus, modern stb.), szinte bárhol, bármikor, bármilyen nem túl gyors, 4/4-es zenére, bárkivel, aki a tánc alapjait ismeri. Élő tánc abban az értelemben, hogy eredeti formáját megtartva állandóan változik újabb tánc stílusok, mozgások adaptálásával és ezzel állandó kihívás elé állítja a West Coast Swing táncosokat. Napjainkra több mint 5000 dokumentált figurát, variációt tartalmaz és ezek száma évről évre nő.
A West Coast Swinget mindenfele táncolják a világon. A legnagyobb közösségek az Egyesült államokban vannak, nagy WCS központokkal, mint Kalifornia. Európában Franciaországban, Angliában és Magyarországon a legnépszerűbb, de táncolják szerte a világban, így Brazíliában, Izraelben, Koreában, Izlandon, Ausztráliában, Lengyelországban, Romániában, Litvániában, Svédországban, Norvégiában, Hollandiában, Finnországban, Ausztriában, Belorussziában, Oroszországban, Németországban és még sok más helyen.
A magyarországi West Coast Swing élet beindítása Jóri Rita és Balásy Ádám nevéhez fűződik. 2007-ben, több éves Boogie-woogie oktatás után beleszerettek a West Coast Swingbe és elindították az első West Coast Swing órákat. Azóta egyfolytában bővül a közösség, a legjobb tanítványok már saját tanfolyamokat tartanak. A WCS növekvő népszerűségét mutatja, hogy a magyar táncosok is egyre több hivatalos külföldi versenyen és táborban vesznek részt. Két nagy nemzetközi eseménynek (BudaFest , Hungarian Open ) Budapest ad otthont. Mindkettő ún. “pontszerző” rendezvény; a BudaFestet Európa legjobb 3 eseménye között tartják nyilván.

## Fordítás
- Ez a szócikk részben vagy egészben  a   West_Coast_Swing című angol Wikipédia-szócikk fordításán alapul.  Az eredeti cikk szerkesztőit annak laptörténete sorolja fel. Ez a jelzés csupán a megfogalmazás eredetét és a szerzői jogokat jelzi, nem szolgál a cikkben szereplő információk forrásmegjelöléseként.